# ティムラズ・ガバシュビリ
- テイムラズ・ガバシビリ

テイムラズ・ベシコヴィチ・ガバシュビリ )Teymuraz Besikovich Gabashvili, ロシア語: Теймураз Бесикович Габашвили, グルジア語:  თეიმურაზ გაბაშვილი 1985年5月23日 - ) は、ソビエト連邦グルジア共和国 (現ジョージア) トビリシ出身のロシアの男子プロテニス選手。ATPランキング自己最高位はシングルス43位、ダブルス101位。ATPツアーではシングルスの優勝はまだ無いが、ダブルスで1勝を挙げている。身長188cm、体重83kg。右利き、バックハンド・ストロークは両手打ち。
そのエネルギッシュなプレースタイルとノーマークの予選勝ち上がりからツアー上位進出を果たすことが度々あった事から、Tsunami (津波)の愛称で呼ばれ親しまれている選手である。名は「テイムラズ」、姓は「ガバシビリ」の表記も見られる。

## ジュニア時代
当時まだソビエト連邦に属していたグルジア、現ジョージアの首都トビリシにて、会計検査官の父と医者の母の間に3人兄妹の長男として生まれ、6歳からテニススクールでテニスを始める。9歳の時に一家はモスクワへ移住。10代の頃に単身スペインに渡り、同国の元プロテニス選手セルヒオ・カサルの運営する名門テニスアカデミー「セルヒオ・カサル・テニスアカデミー」にて本格的にテニスを学ぶ。

## プロ転向後

### 2001年～2006年
2001年に16歳でプロ転向。転向後数年は下部大会での下積みが続いたが、2005年頃からシングルスランキングも100番台へ上昇しツアー大会への出場も増えていった。2006年は、シングスランクが7月に2週間「99位」を記録し初めてトップ100に入ると、全米オープンでグランドスラム大会シングルス初出場。ここでは2回戦のジェームズ・ブレーク戦まで進出し、この年からツアーレベルに定着するようになる。

### 2007年
2007年はシングルスで2月のリージョンズ・モーガン・キーガン選手権で予選を勝ち上がると、1回戦で第5シードのグザビエ・マリスを下す活躍で準々決勝のマーディ・フィッシュ戦まで進出し、初のツアーベスト8進出を果たす。更に3月のインディアンウェルズ・マスターズでも予選を勝ち上がり、当時世界ランク9位のトミー・ハースとの3回戦まで進出。続くマイアミ・マスターズでも予選を勝ち上がり2回戦のミハイル・ユージニー戦まで進出するなど、3大会連続でツアーで好成績を残す。またダブルスでもイボ・カロビッチと組んでノーシードで出場したRCA選手権では、1回戦で第3シードのジェフ・クッツェー/トッド・ペリー組を4-6, 7-6(6), 11-9の接戦で下す活躍でそのまま勝ち上がり決勝に進出。決勝ではフアン・マルティン・デル・ポトロ/トラビス・パロット組に6-3, 2-6, [6-10]のフルセットで惜敗し準優勝となったが、自身初のツアー決勝進出を果たした。

### 2008年
2008年はシングルスではABNアムロ世界テニス・トーナメントで予選を勝ち上がりベスト8進出など計4度のツアーベスト8があったが、前年程高グレードのツアー大会で好成績が残せなかったものの、下部大会のATPチャレンジャーツアーではその年の最多タイとなる4大会優勝を挙げ、年度末ランキングを65位とし、自身初のトップ100フィニッシュを果たした。

### 2009年
2009年は3月にデビスカップのワールド・グループ1回戦、対ルーマニア戦で前年の活躍が認められ、ロシア代表に初選出されるも、ツアーでは不調の年となり、シングルスでは4月のハサン2世グランプリでベスト8進出を果たした以外は全て1～2回戦負けに終わり、チャレンジャーツアーでも前年のポイントを防衛できず、年度末ランクも106位まで下降した。一方ダブルスでは同国のミハイル・エルギンと組み出場した10月のサンクトペテルブルク・オープン1回戦で、第4シードのスコット・リプスキー/ロヒール・ワッセン組をストレートで下す活躍でジェレミー・シャルディー/リシャール・ガスケ組との準決勝まで進出する好成績があった。

### 2010年
2010年は予選を勝ち上がった全仏オープンで好成績を残し、3回戦で第6シード、当時世界ランク8位のアンディ・ロディックを6–4, 6–4, 6–2のストレートで下す番狂わせを起こし4回戦に進出。4回戦ではユルゲン・メルツァーに6–7(6), 6-4, 1-6, 4-6のスコアで敗れたものの、自身初のトップ10選手からの勝利とグランドスラム大会4回戦進出を果たした。8月にはパイロット・ペン・テニスで予選を勝ち上がり、2回戦で第11シードのグザビエ・マリスを第1セット4-2とした所でマリスの途中棄権で、3回戦で第5シードのアンドレイ・ゴルベフを6-3, 3-6, 7-6(7)のフルセットでそれぞれ下し、第15シードのデニス・イストミンとの準々決勝まで進出。準々決勝では1-6, 6-3, 6-7(8)のフルセットで惜敗したが、シーズン初のツアーベスト8進出を果たした。

### 2011年
全豪オープン、全仏オープン、ウィンブルドンの4大大会では全て1回戦敗退に終わり（全米は欠場）。シングルスランキングを100位以下に落としてしまった。ダブルスではカタール・エクソンモービル・オープンと、クレムリン・カップでベスト4に進出している。

### 2015年
4月の全米男子クレーコート選手権のダブルスでリカルダス・ベランキスと組み、準々決勝で世界ランク1位のブライアン兄弟を7-6(7), 7-5で破ると、決勝でトレト・ユーイ、スコット・リプスキー組を6–4, 6–4で破りツアー初タイトルを手に入れた。
全仏オープン男子シングルスでは1回戦で第11シードのフェリシアーノ・ロペスを6-3, 7-6(9), 6-3で破ると2回戦でフアン・モナコに6-3, 6-4, 6-2で、3回戦ルカシュ・ロソルに6-4, 6-4, 6-4で勝利し1セットも落とすことなく5年ぶりの4回戦進出。4回戦で第5シードの錦織圭に3-6, 4-6, 2-6のストレートで敗れた。
7月20日付の世界ランキングで自己最高の50位を記録し、自身初のトップ50入りを果たした。
8月のシティ・オープンでは2回戦で第1シードで世界ランク3位のアンディ・マリーに6-4, 4-6, 7-6(4)で勝利する大金星を挙げた。3回戦でリカルダス・ベランキスに5-7, 4-6で敗れた。

## 家族
弟のレヴァンはプロバスケットボール選手として活動しており、グルジアの名門バスケットボールクラブであるBCディナモ・トビリシに所属している。またガバシュビリの叔父も飛込競技の世界王者であったという。

## ATPツアー決勝進出結果

### ダブルス: 2回 (1勝1敗)
| 結果   | No. | 決勝日        | 大会               | サーフェス | パートナー             | 対戦相手                                            | スコア           |
| ------ | --- | ------------- | ------------------ | ---------- | ---------------------- | --------------------------------------------------- | ---------------- |
| 準優勝 | 1.  | 2007年7月23日 | インディアナポリス | ハード     | イボ・カロビッチ       | トラビス・パロット フアン・マルティン・デル・ポトロ | 6–3, 2–6, [6–10] |
| 優勝   | 1.  | 2015年4月12日 | ヒューストン       | クレー     | リカルダス・ベランキス | トレト・ユーイ スコット・リプスキー                 | 6–4, 6–4         |

## 4大大会シングルス成績
略語の説明
| W | F | SF | QF | #R | RR | Q# | LQ | A | Z# | PO | G | S | B | NMS | P | NH |

W=優勝, F=準優勝, SF=ベスト4, QF=ベスト8, #R=#回戦敗退, RR=ラウンドロビン敗退, Q#=予選#回戦敗退, LQ=予選敗退, A=大会不参加, Z#=デビスカップ/BJKカップ地域ゾーン, PO=デビスカップ/BJKカッププレーオフ, G=オリンピック金メダル, S=オリンピック銀メダル, B=オリンピック銅メダル, NMS=マスターズシリーズから降格, P=開催延期, NH=開催なし.
| 大会           | 2005 | 2006 | 2007 | 2008 | 2009 | 2010 | 2011 | 2012 | 2013 | 2014 | 2015 | 2016 | 2017 | 通算成績 |
| -------------- | ---- | ---- | ---- | ---- | ---- | ---- | ---- | ---- | ---- | ---- | ---- | ---- | ---- | -------- |
| 全豪オープン   | LQ   | A    | 1R   | LQ   | 1R   | 1R   | 1R   | A    | A    | 3R   | 1R   | 1R   | LQ   | 2–7      |
| 全仏オープン   | LQ   | LQ   | 1R   | A    | 2R   | 4R   | 1R   | LQ   | LQ   | 2R   | 4R   | 3R   | 1R   | 10–8     |
| ウィンブルドン | A    | A    | 1R   | A    | 1R   | 2R   | 1R   | LQ   | 1R   | 1R   | 1R   | 1R   | LQ   | 1–8      |
| 全米オープン   | LQ   | 2R   | 2R   | 1R   | 1R   | 1R   | A    | 1R   | LQ   | 3R   | 2R   | 1R   | LQ   | 5–9      |